# Cecilia Francke
Sissa Cecilia Francke, född 18 januari 1860 i Osby socken, död 12 december 1945 i Stockholm, var en svensk rösträttskvinna som även var aktiv inom fredsrörelsen och nykterhetsrörelsen.

## Biografi
Cecilia Franckes föräldrar drev ett lantbruk i Slähult där hon växte upp. I samband med sin konfirmationsläsning utmärkte hon sig på ett sätt som föranledde kyrkoherden i församlingen att föreslå henne som vikarie till en folkskola, trots att hon saknade examen och endast var 16 år gammal. Cecilia Francke svarade att hon var intresserad och fick i samband med att hon började sin lärarbana också löfte om att församlingen skulle hjälpa henne att ordna med utbildning i syfte att bli examinerad lärare. Redan under sommaren 1876 antogs hon till en praktisk undervisningskurs vid Småskollärarinneseminariet i Kristianstad. Därpå följde några år då hon arbetade som småskollärare i trakten kring Osby och Sibbarp.
År 1884 flyttade Cecilia Francke till Stockholm för att utbilda sig vid Folkskoleseminariet i staden. Efter examen arbetade hon först som vikarierande folkskollärare under några år och därefter som ordinarie folkskollärare fram till år 1921. Parallellt med sin lärargärning undervisade hon också i andra sammanhang, exempelvis i Louise Nordlindhs hemskola och som lärarutbildare vid Löfvéns och Detthowska småskollärarinneseminariet. Hon var också föreståndare för småskollärarinneseminariet vid Ateneum för flickor under en period samt bedrev i egen regi preparandkurser för elever som önskade söka till folk- eller småskoleseminarier.

### Samhällsengagemang
Cecilia Francke kom under sina år i Stockholm att vara aktiv i olika föreningssammanhang samt inom politiken. Hon var exempelvis vice ordförande i Stockholmskretsen för Sveriges folkskollärarinneförbund. Vidare var hon ledamot av Gustav Vasa församlings skolråd samt styrelsemedlem i Unga Hjälpares Förbund. Sin största insats gjorde hon emellertid i Vita Bandet, som var en ekumenisk kvinno- och nykterhetsorganisation. Hon var ledamot av Vita Bandets centralstyrelse, ordförande i Vita Bandets norra förening samt från år 1916 ansvarig för Vita Bandets fredsdepartement.
Under sin aktiva period i Vita Bandet författade Cecilia Francke ett stort antal tidnings- och tidskriftsartiklar. Hon riktade sitt intresse mot tre övergripande teman: nykterhet, kvinnlig rösträtt samt fredsbevarande arbete. Några exempel från hennes produktion är ”Nykterhetsfrågan och riksdagen” i tidskriften Hvita Bandet, 1907, ”Kvinnorna och de kommunala valen” i Hvita bandet, 1910 samt ”Krigets vanvett och dess bekämpande” i Jultoner, 1924.
Cecilia Francke var också flitigt anlitad som föreläsare av sällskap, föreningar och församlingar runt om i Sverige. Mellan åren 1904 och 1936 genomförde hon uppskattningsvis 2 000 uppdrag. Visserligen återkom en del teman från hennes författarskap men utöver de ovan nämnda handlade hennes föreläsningar även om ungdomens fostran, utbildning och mer övergripande om kvinnans ställning i samhället. Vidare valde hon ofta att berätta om en person och om vad han eller hon hade haft för strävan och vilka mål som uppnåtts. Därefter avslutades föredraget med en reflexion över vilka förpliktelser mot de framförda tankarna som samtiden kunde tänkas ha. Teman på hennes föreläsningar var bland annat: ”Carmen Sylva” (rumänsk drottning och författare), ”Ungdom och idealism”, ”Kvinnomakt och kvinnoansvar”, ”Nykterhetsarbetets etiska innebörd”, ”Frances Willard” (amerikansk lärare och socialreformator), ”I krigets spår” samt ”Nutidskampen för ett rättmätigt samhälle”.
Åren 1910 till 1924 var Cecilia Francke politiskt engagerad i Stockholms frisinnade valmansförening, som var en reforminriktad kommunal valkretsavdelning till Frisinnade valmansföreningen. Från år 1921 var hon ledamot av styrelsen och engagerade sig helhjärtat i 1921 års valrörelse och därefter främst i nykterhetsfrågan.
Cecilia Francke uttryckte en stark övertygelse om att fred var ett uppnåeligt mål. Under slutet av hennes liv, då andra världskriget bröt ut, höll hon fast vid denna tanke och menade att kampen måste fortsätta även då förverkligandet syntes långt borta.
Cecilia Francke avled den 12 december 1945 och är begravd på Osby kyrkogård.